# Polítés
Polítés (latinsky Polites) je v řecké mytologii syn trojského krále Priama.
V samém závěru dobývání Tróje, poté co se Řekové lstí dostali v útrobách trojského koně do města, byli obyvatelé města zuřivě vyvražďováni.
V královském paláci se královna Hekabé uchýlila k Diovu oltáři se svými dcerami a prosila i svého manžela, starého krále Priama, aby zůstal s nimi. Vtom v zuřivém boji a pronásledování proběhl kolem královský syn Polítés a za ním Neoptolemos, Achilleův syn, a Políta jedinou ranou probodl.
Priamos po něm vrhl kopí, ale minul. Neoptolemos bez milosti trojskému králi prořízl hrdlo a jeho tělo odvlekl k Achilleovu hrobu. Vraždění posledních obyvatel dobytého města nemilosrdně pokračovalo až do hořkého konce.